# Коммунистическая партия Японии

Символ Коммунистической партии Японии

Коммунисти́ческая па́ртия Япо́нии (КПЯ, яп. 日本共産党, Нихон кё: санто:) — коммунистическая партия в Японии, основанная 15 июля 1922 года. Лидер с 2024 года — Томоко Тамура. Выделяется значительным числом женщин среди депутатов. По численности одна из крупнейших неправящих компартий в мире — около 305 000 членов (по состоянию на 2016 год).
КПЯ требует возвращения Японии не только Южных Курильских островов, но и всех Курильских островов, мотивируя это необходимостью возвращения к ситуации, сложившейся до начала Русско-японской войны (1904—1905).

## История
Коммунистическая партия Японии возникла в условиях роста рабочего движения после победы Октябрьской революции 1917 года в России. В декабре 1920 года в результате объединения нескольких левых организаций возникла «Ниппон сякайсюги домэй».
21 января — 2 февраля 1922 года в Москве прошёл Первый съезд коммунистических и революционных организаций народов Дальнего Востока, на котором японская делегация лично встретилась с В. И. Лениным, а её представитель Сэн Катаяма выступил с докладом. Съезд признал необходимым создание в Японии коммунистической партии на основе соединения стихийно разворачивавшегося рабочего движения с теорией научного социализма. 

### 1922—1928
Коммунистическая партия Японии была создана 15 июля 1922 года на нелегальном учредительном съезде в Токио в результате объединения представителей групп «Суйёкай», «Мокуёкай» и «Гёминкай», находившихся под значительным влиянием анархо-синдикализма, но после I съезда коммунистических и революционных организаций народов Дальнего Востока взявших курс на присоединение к Коминтерну.
Среди отцов-основателей были видные деятели коммунистического движения: Сэн Катаяма, С. Итикава, К. Токуда, Гоитиро Кокурё, Масаноскэ Ватанабэ и др.
В феврале 1923 года на II съезде партии и на чрезвычайном съезде партии в марте 1923 года были приняты устав и программа СПЯ.
Первые репрессии властей против КПЯ последовали в 1923 году, когда было арестовано более 100 коммунистических активистов. После разрушительного землетрясения в Токио 1 сентября 1923 года гонения на Компартию, обвинённую в пожарах и беспорядках, усилились; был убит председатель Комсомола Каваи Ёситаро. 23 декабря 1923 в ответ на репрессии против коммунистов (равно как и прочих социалистов и анархистов) член КПЯ, студент Дайсукэ Намба совершил неудачное покушение на наследного принца Хирохито.
В марте 1924 года в результате деятельности ликвидаторской группы Хитоси Ямакавы КПЯ была распущена, но вскоре восстановлена. В 1924 году был возобновлён выпуск печатного органа («Мусанся симбун»), в декабре 1926 года КПЯ восстановила деятельность.
После кратковременного конфликта с группой сторонников Кадзуо Фукумото, действия которого привели к изоляции партии, КПЯ приняла в качестве своей идеологической основы опубликованную в июле 1927 года Исполнительным комитетом Коминтерна «Резолюцию по японскому вопросу» («Тезисы 1927 года»). В следующие годы партия увеличила влияние в легальной рабочей партии «Родо номинто», революционном профсоюзном центре «Хёгикай», Лиге пролетарской молодёжи и некоторых других организациях.
К декабрю 1927 года в КПЯ состояло всего около 100 человек, но к марту 1928 года их число утроилось. Члены партии были организованы в ячейки по пять человек. Контакт с другими ячейками и Центральным Комитетом осуществлялась через сложную иерархию районных и областных комитетов. Верхний эшелон партии состоял из Организационного бюро, Политического бюро и Секретариата.
Вдобавок к «Пролетарской газете» и более теоретическому «Марксизму», который выходил под редакцией Ёсио Сиги, 1 февраля 1928 года начала выходить газета «Сэкки».
На выборах в феврале 1928 года левые партии набрали значительное количество голосов избирателей (в том числе, 200 тыс. голосов получили выступавшие единым блоком «Родо номинто» и КПЯ).
15 марта 1928 года власти начали массовые аресты и восстановили смертную казнь по политическим мотивам. Теперь не только КПЯ, но и Рабоче-крестьянская партия, Всеяпонская пролетарская молодёжная лига и Японский профсовет, были объявлены вне закона, и за одно членство в них можно было попасть в тюрьму.
Одному из лидеров партии, Манабу Сано, удалось избежать ареста. Он прибыл в Москву и доложил о критическом положении в Японии. Чтобы спасти ситуацию, все обучающиеся в Москве японцы-коммунисты (15 человек), были направлены домой. На Шестом конгрессе Коминтерна КПЯ была обещана всяческая поддержка в деле борьбы и были выделены деньги на работу.
КПЯ планировала организовать массовую демонстрацию 15 марта 1929 года. Но у одного из лидеров партии, арестованного в Токио, были найдены закодированные списки коммунистов, оставшихся на свободе. 16 апреля началась новая волна арестов, во время которой было арестовано около тысячи подозреваемых. К середине июня были арестованы все лидеры КПЯ. Всего за 1928—1945 годы по подозрению в коммунистической деятельности было арестовано 75 681 человек, причём до 65 000 было арестовано в первые пять лет.

### Период вооружённого сопротивления
16 апреля 1929 года были вновь проведены аресты коммунистов, в результате которых руководство партии было арестовано.
23-летний студент Токийского императорского университета Сэйгэн Танака, бывший главой одной из токийских ячеек, назначил сам себя главой партии и начал собирать вокруг себя оставшихся на свободе коммунистов. Был сформирован глубоко законспирированный Токийский временный комитет. Вскоре он был преобразован в Центральную группу с отделениями в Токио, Иокогаме и Осаке. Благодаря усилиям Хироси Сано, молодёжного лидера, получившего партийное образование в Москве, КПЯ пополнилась многими новыми членами. Самой большой проблемой были финансы: членских взносов не хватало для эффективной работы, и Центральная группа начала собирать средства среди сочувствующих интеллектуалов, которые готовы были поддержать партию, выступающую против правительства, ограничивавшего свободу в университетах. В 1930 году около 20 профессоров, писателей и художников были арестованы по обвинению в финансовой помощи экстремистам.
На пожертвования была открыта «Вторая пролетарская газета», которая выходила нелегально и имела тираж около 10 тысяч экземпляров (была закрыта по приказу суда летом 1929 года). Также в июле 1929 года был возобновлен выпуск газеты «Красный флаг», которая также печаталась и распространялась в тайне — в основном студентами Токийского императорского университета.
Осенью 1929 года в КПЯ назрел раскол: часть членов желали окончательно порвать с Коминтерном и вычеркнуть из программы борьбу с монархией, что дало бы шанс на легальное существование партии. Другая группа — примерно 200 человек — настаивала на решительной борьбе. Эта группа в январе 1930 года создала свой Центральный Комитет из 6 членов, который возглавил Сэйгэн Танака, и провозгласила себя Коммунистической партией Японии. Они решили оставаться верными заветам Коминтерна и сформулировали стратегию «скорейшего развития революции в Японии».
В феврале 1930 года незадолго до выборов в рабочих кварталах Токио и Иокогамы стали появляться группы молодых коммунистов из 3-5 человек, вооруженных ножами и пистолетами и владевших приемами каратэ. Они агитировали против работодателей и правительства, раздавали листовки, а если их пытались атаковать полицейские, принимали бой. Во время этих стычек множество полицейских было ранено. Однако к концу февраля большинство зачинщиков было арестовано, только Танака оставался на свободе.
Во время забастовки работников трамвайного депо в апреле 1930 года он выступал за превращение её в вооруженный бунт. 1 мая его люди спровоцировали столкновение с полицией во время демонстрации рабочих. Но в обоих случаях дело кончилось неудачей.
Вернувшийся из Москвы Бункити Имамото, правая рука Танаки, убедил его, что агрессивные действия скорее вредят партии, так как дают полиции повод к дополнительным арестам и вредят репутации коммунистов. К середине мая Танака расстался с мыслью о немедленной революции в Японии.
14 июля 1930 года более 40 вооруженных полицейских ворвались в штаб-квартиру Танаки, где был арестован его помощник. Сам Танака был схвачен в тот же день, что положило конец короткому периоду вооруженных столкновений. В 1933 году Танака объявил, что выходит из КПЯ, но он пробыл в тюрьме до 1942 года. После войны он занялся строительным бизнесом и к 1952 году стал президентом «Sanko Construction Company».
В 1931 году партия выступила против японской интервенции в Маньчжурию, после чего в отношении партии начались полицейские репрессии.
В 1932 году Коминтерн с участием представителей КПЯ разработал «Тезисы о положении в Японии и задачах Коммунистической партии Японии» («Тезисы 1932 года»).
В феврале 1935 года вышел последний номер центрального органа КПЯ — газеты «Сэкки». Многие деятели коммунистического движения, в том числе пролетарский писатель Такидзи Кобаяси и мыслители-марксисты Дзюн Тосака, Хадзимэ Каваками и Эйтаро Норо, были репрессированы тайной полицией Токубэцу кото кэйсацу.
В середине 1930-х годов партия практически прекратила существование как национальная организация, многие руководители и активисты КПЯ погибли или были арестованы, но отдельные группы продолжали существовать в условиях конспирации.

### Реорганизация после войны

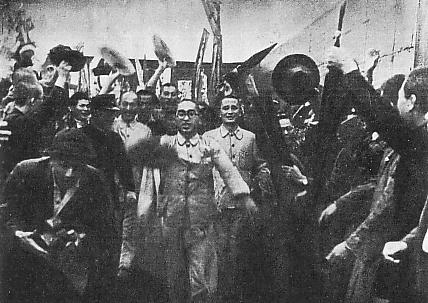
Освобождение коммунистов. 10 октября 1945 г.

После капитуляции Японии в сентябре 1945 года партия вышла из подполья и развернула активную деятельность в профсоюзах и других массовых организациях.
В декабре 1945 года прошёл 4-й съезд партии, на котором были приняты Устав и программа партии. Приоритетным направлением деятельности стало создание широкого демократического фронта.
После войны в КПЯ раздавались голоса, призывавшие к повторению опыта трёхфазовой партизанской войны, успешно продемонстрированного Мао Цзэдуном во время гражданской войны в Китае, но партия осталась в рамках парламентской борьбы (хотя «Программа 1951-го года» исключала возможность мирного прихода к власти).
На парламентских выборах в январе 1949 года партия (численность которой к этому времени составляла почти 200 тыс. членов) получила 3 млн голосов избирателей и 35 депутатских мест в палате представителей.
В июне 1950 года в условиях «холодной войны» и непосредственно перед началом Корейской войны американские оккупационные власти запретили КПЯ и закрыли её центральную газету «Акахата», также разгромив её редакцию. Всего в ходе «чистки красных» было уволено до 20 000 человек. Также имели место провокации наподобие дела Мацукава, когда в крушении поезда были обвинены коммунисты и профсоюз железнодорожников, причём четверым людям были вынесены смертные приговоры.

### Рост популярности

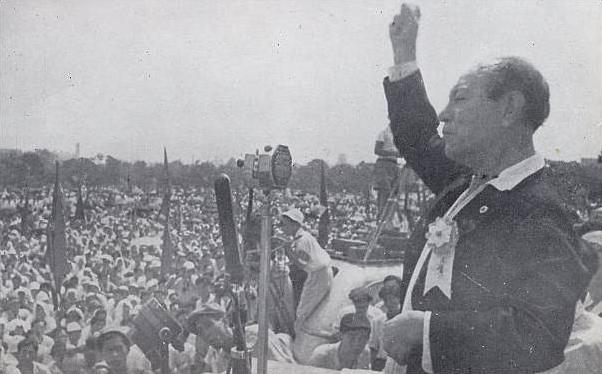
Выступление Кюити Токуда. 1946 г.

В первой половине 1950-х годов в условиях антикоммунистической деятельности правительства и в результате внутренних разногласий (в том числе, по отношению к вопросу о вооружённой борьбе) влияние партии в обществе уменьшилось, количество членов к середине 1950-х годов сократилось до 30 тыс. человек.
На 6-й конференции в июле 1955 года партия преодолела имевшие место ранее разногласия и на 7-м съезде в июле 1958 года восстановила единство.
На парламентских выборах 1958 года КПЯ получила одно место, за неё проголосовали 2,6 % избирателей. В дальнейшем влияние партии увеличивается.
В 1959—1960 гг. КПЯ выступила против заключения нового «договора о безопасности» между Японией и США, выступив за ликвидацию военных баз США в Японии и нейтралитет страны, численность партии увеличилась до 100 тыс. человек.
В 1960 году КПЯ приняла участие в Международном совещании коммунистических и рабочих партий. На парламентских выборах 1960 года КПЯ получила 3 места, за неё проголосовали 2,93 % избирателей.
В 1961 году прошёл VIII съезд партии, на котором была принята новая программа партии.
Компартия активно выступала в антивоенном движении, часто блокируясь с Социалистической партией Японии и изначально пацифистской и левоцентристской партией Комэйто (буддийского толка). С начала 1960-х годов КПЯ начала дистанцироваться от СССР, стремясь доказать японской общественности, что является самостоятельной силой, а не агентом Кремля, сблизилась с китайским руководством, подвергла критике советский курс на достижение договорённости с США о запрещении ядерных испытаний в трёх средах.
В это время в Компартию вступили многие ведущие интеллектуалы страны — помимо представителей «пролетарской литературы», связанных с КПЯ ещё до войны (Юрико Миямото), в их числе были такие величины, как Кобо Абэ, Удзяку Акита, Хироси Нома, Ютака Хания и Мицухару Иноуэ. Впрочем, часть из них впоследствии разочаровалась в ориентации партии и высказывала свои симпатии к более решительному движению «новых левых», зародившемуся в Японии параллельно (если не раньше) с Западной Европой и США — в частности, с леворадикальной студенческой лигой «Дзенгакурен».
На парламентских выборах 1963 года КПЯ получила 5 мест, за неё проголосовали 4,01 % избирателей.
После поездки председателя президиума ЦК КПЯ Кэндзи Миямото в Пекин в марте 1966 года произошёл полный разрыв отношений японских коммунистов с КНР, пытавшейся навязать КПЯ маоистский курс. КПЯ заняла позиции, близкие к еврокоммунизму.
На парламентских выборах 1967 года КПЯ получила 5 мест, за неё проголосовали 4,76 % избирателей.
КПЯ не участвовала в Международном совещании коммунистических и рабочих партий 1969 года и выступила с критикой советского вторжения в Чехословакию 1968 года как «неоправданного вмешательства во внутренние дела другой партии». В открытую конфронтацию с КПСС КПЯ вступила в 1968—1969 годах, выдвинув требования возвращения Японии Курильских островов, причём в отличие от правящей Либерально-демократической партии, не только Южных Курил, но и северных.
На парламентских выборах 1969 года КПЯ получила 14 мест, за неё проголосовали 6,81 % избирателей.
На парламентских выборах в декабре 1972 года КПЯ получила 39 мест в палате представителей, за неё проголосовали 10,75 % избирателей (5,5 млн человек). В результате, партия стала третьей по численности в парламенте. В это время численность КПЯ составляла 350 тыс. человек.
В 1973 году прошёл XII съезд партии, на котором были разработаны и представлены предложения по программе коалиционного демократического правительства. 31 октября 1973 года в состав КПЯ влилась Народная партия Окинавы
В 1976 году на XIII (внеочередном) съезде партии была принята «Декларация свободы и демократии», призывавшая к демократическому обновлению вместо диктатуры пролетариата. На парламентских выборах 1976 года КПЯ получила 19 мест, за неё проголосовали 10,66 % избирателей.
В 1977 году прошёл XIV съезд партии.
На парламентских выборах 1979 года КПЯ получила 41 место, за неё проголосовали 10,68 % избирателей.
В декабре 1979 года в Москве прошли переговоры между делегациями КПСС и КПЯ.
26 февраля — 1 марта 1980 года прошёл XV съезд партии. На парламентских выборах 1980 года КПЯ получила 29 мест, за неё проголосовали 10,07 % избирателей.
В 1982 году прошёл XVI съезд партии.
На парламентских выборах 1983 года КПЯ получила 27 мест, за неё проголосовали 9,58 % избирателей.
К концу 1984 года количество членов КПЯ увеличилось до 480 тыс. человек.
В ноябре 1985 года прошёл XVII съезд партии, который уделил внимание вопросам партийного строительства и внёс некоторые изменения в программу и устав партии.
На выборах в палату представителей в июле 1986 года КПЯ получила 27 мест, за неё проголосовали 5,4 млн человек (9,0 % избирателей), ещё 16 мест КПЯ имела в палате советников.
В 1987 году численность КПЯ составляла 490 тыс. человек.
Максимального влияния Коммунистическая партия Японии достигла во второй половине 1980-х годов (на муниципальных выборах 1987 года имела самое большее за всю свою историю число депутатов-коммунистов — 3953 человека, в обеих палатах парламента имела по 30 депутатов). Однако её успехи были всё же ограничены — не в последнюю очередь, из-за присутствия в политической жизни Японии Социалистической партии Японии — главной оппозиционной силы страны, к тому же считавшейся одной из наиболее левых в Социалистическом интернационале и установившей связи с КПСС.
Коллапс партийной структуры социалистов, ныне именующих себя социал-демократами, в середине 1990-х годов привёл к стабилизации электоральных показателей КПЯ, ставшей ведущей левой партией страны. В отличие от СПЯ и ряда коммунистических партий в других странах, Компартия Японии после распада «восточного блока» не пострадала от внутреннего кризиса, не распустила свою структуру, не меняла название и идеологические установки. На распад Советского Союза партия ответила заявлением под названием «Мы приветствуем конец великого исторического зла империализма и гегемонизма», в то же время резко критикуя страны Восточной Европы за отказ от социализма, охарактеризовав его как «исторический разворот назад». Тем не менее, даже после прихода к власти в 1993 году первого после войны правительства без участия либеральных демократов, КПЯ была изолирована от правительства.
В итоге, в 2000 году Компартия набрала на парламентских выборах 11,3 % голосов, в 2003 г. — 8,2 %.
В 2005—2007 гг. партия насчитывала свыше 400 тыс. членов, на выборах в это время за неё проголосовали 4,5 млн. — 4,9 млн. (7,3 — 7,5 %) избирателей.
На выборах в нижнюю палату парламента 2005 года КПЯ получила 7,3 % (4,9 млн, четвёртое место) голосов и 9 мест из 480. Общее число членов партии на апрель 2009 года свыше 410 тысяч человек.
По результатам выборов 29 июля 2007 года КПЯ получила в парламенте 7 мест из 242, получив 7,5 % голосов (4,4 млн голосов, четвёртое место)
По итогам выборов 11 июля 2010 года партия уменьшила своё представительство в Палате советников с 7 до 6 мест. Однако на выборах 2013 и 2016 годов она улучшила свои показатели до 11 и 14 представителей соответственно. В Палате представителей КПЯ была представлена 9 депутатами, а после выборов 2014 года, на которых коммунисты получили 11,3 % голосов по списку и 13,4 % на местах — 21 депутатом. На местном уровне партия представлена в большинстве муниципальных советов крупных японских городов, коммунисты располагают 136 советниками на уровне префектур и являются крупнейшей оппозиционной партией в Совете префектуры Токио.
В январе 2010 года прошёл XXV съезд КПЯ, принявший резолюцию об основных заданиях партии на текущий момент.
На местных выборах 12 апреля 2015 года КПЯ получила 100 мест.

## Современное положение

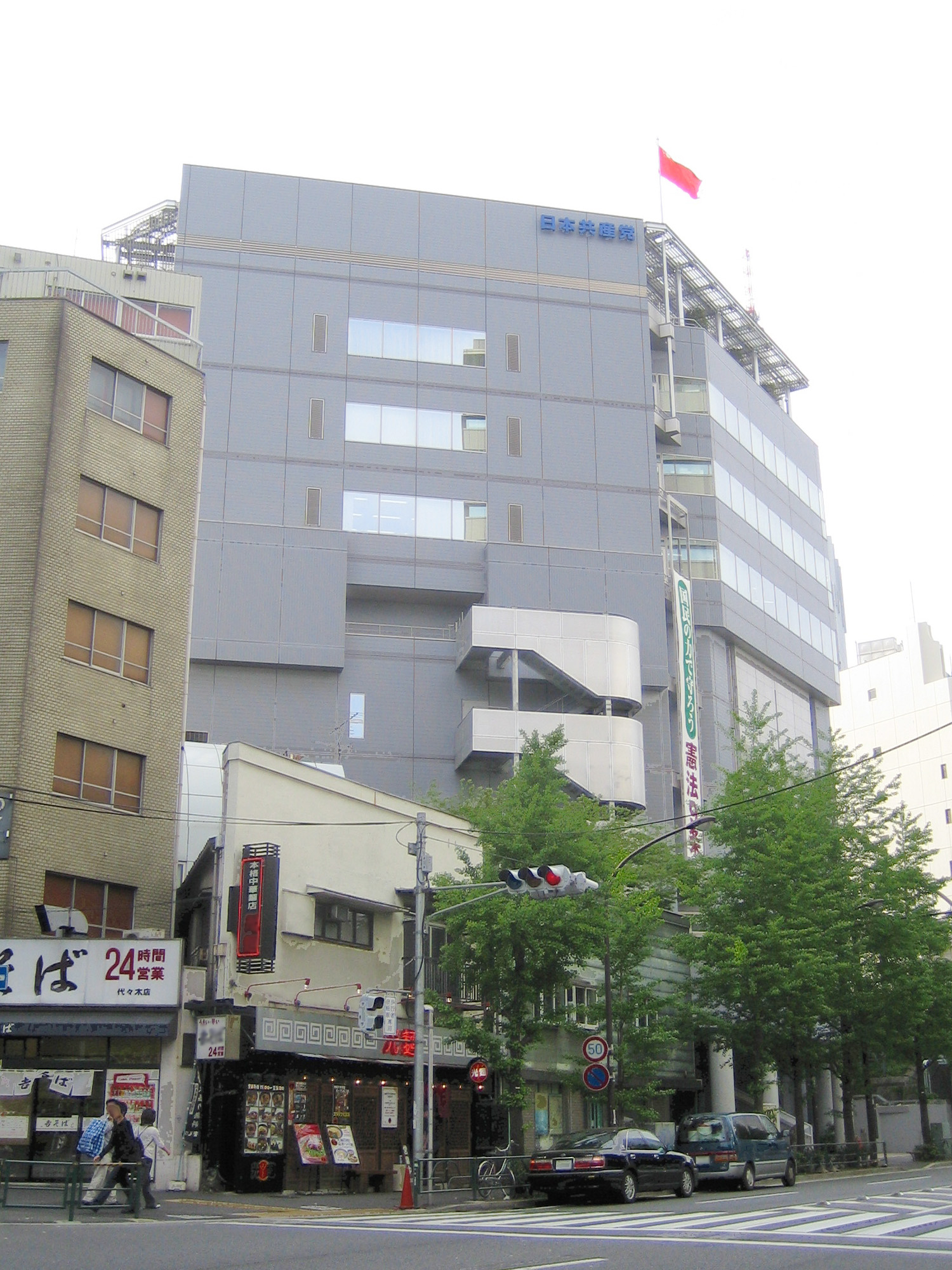
Здание ЦК КПЯ

Партия выступает за отказ от Сан-Францисского мирного договора и вывод войск США с территории Японии, за сохранение конституционного запрета на ведение войны, за исполнение Киотского протокола. КПЯ является единственной партией, из представленных в парламенте, которая требует возвращения Японии не только Южных, но и северных Курильских островов.
С момента своего основания КПЯ традиционно выступает за установление в Японии республиканской формы правления. Однако в наше время партия признаёт императора в качестве главы японского государства, но только номинального, и даже заявляла, что в случае прихода к власти не будет просить от императора отречения от престола. При этом партия выступает против использования Японией нынешних национальных флага и гимна, которые рассматривает в качестве пережитка милитаристского прошлого страны. Примечательно, что Компартия была одной из немногих сил, поддержавших на местных выборах 1991 года мэра Нагасаки Хитоси Мотосима, в своё время избранного по списку Либерально-демократической партии — собственная партия отвернулась от мэра, когда он усомнился в «неведении» императора Сёва об агрессивном характере развязанных Японией войн, и вскоре едва не стал жертвой ультраправого террориста.
На общенациональных выборах в последние годы КПЯ стабильно получает поддержку от 6 до 7 млн избирателей.
Действующая программа КПЯ утверждает, что японское общество нуждается в демократической (а не социалистической) революции, а «ключевым элементом социалистической трансформации является социализация средств производства».
В середине января 2017 года состоялся XXVII съезд КПЯ. Её численность составляет около 320 тысяч членов. Съезд японских коммунистов подвёл не только электоральные итоги работы партии, но и определил её задачи на предстоящий период. КПЯ по-прежнему стоит на платформе, отвергающей неолиберализм. Она выступает против присутствия американских военных баз и ядерного оружия США на территории своей страны. Съезд избрал руководящие органы партии.
По словам Лам Пэн Эра (Lam Peng Er), профессора политологии Государственного университета Сингапура, «жизнеспособность КПЯ имеет решающее значение для здоровья японской демократии»:
[КПЯ] — единственная устоявшаяся партия в парламенте, которая не была кооптирована консервативными партиями. Она выполняет роль надзирателя в отношении правящих партий без опаски или пристрастия. Более того, на губернаторских выборах, выборах в мэры городов или других местных выборах КПЯ часто выступает в качестве единственного оппозиционного кандидата. Несмотря на предполагаемые различия между некоммунистическими партиями на национальном уровне, они часто поддерживают одного кандидата в губернаторы или мэры, так что все партии считают себя частью правящей коалиции. Если КПЯ не предложит своего кандидата, это будет лёгкая победа, и японским избирателям будет представлен свершившийся факт — без избирательных средств [выражения] протеста. Содействие женщинам-кандидатам по завоеванию голосов избирательниц является ещё одной характеристикой партии. Под «коммунистическим стягом» было избрано больше женщин, нежели от других партий Японии
На выборах в парламент страны в 2017 году коммунисты набрали 7,9 % голосов (4 млн. 400 тыс. голосов) по партийному списку и получили 12 мандатов., на выборах в 2021 году — 7,25% голосов (4 млн. 166 тыс.) и 10 мест в парламенте, в 2024 году — 6,16% (3 млн. 362 тыс. голосов) и 8 мандатов.

## Руководители
Генеральные секретари ЦК:

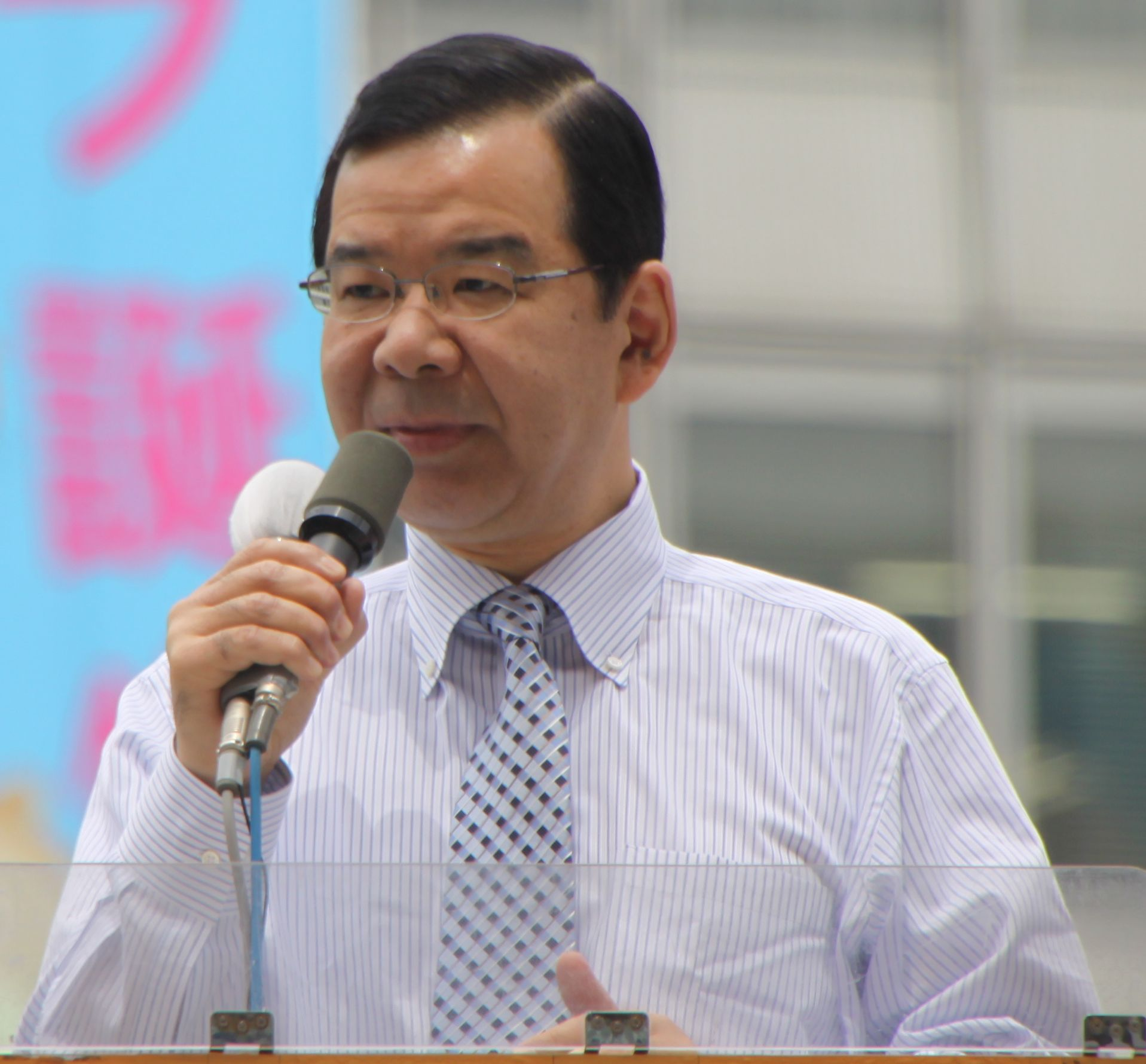
Кадзуо Сии

- Масаноскэ Ватанабэ (1927 — 6 октября 1928)
- Сёити Итикава (1928—1929)
- Эйтаро Норо (май — ноябрь 1933)
- Кюити Токуда (декабрь 1945 — 14 октября 1953)
- Кэндзи Миямото (1958—1970)

Первый секретарь ЦК:
- Сандзо Носака (1955—1958)

Председатели ЦК:
- Сандзо Носака (1958—1982)
- Кэндзи Миямото (1982—2000)
- Тэцудзо Фува[англ.] (2000—2006)
- Кадзуо Сии (2024 — н. в.)

Председатели Президиума ЦК:
- Кэндзи Миямото (1970—1982)
- Тэцудзо Фува (1982—1987)
- Хироси Мураками (1987—1989)
- Тэцудзо Фува (1989—2000)
- Кадзуо Сии (2000—2024)
- Томоко Тамура (2024 — н. в.)

Председатели секретариата ЦК:
- Тэцудзо Фува (1970—1982)
- Мицухиро Канэко (1982—1990)
- Кадзуо Сии (1990—2000)
- Тадаёси Итида[англ.] (2000—2014)
- Ёсики Ямасита[англ.] (2014—2016)
- Акира Коикэ[англ.] (2016 — н. в.)

Почётные председатели:
- Сандзо Носака (1982—1992)
- Кэндзи Миямото (2000—2007)